# Floridavattenråtta
Floridavattenråtta (Neofiber alleni) är en gnagare i underfamiljen sorkar (Arvicolinae) och den enda arten i sitt släkte.

## Kännetecken
Arten når en kroppslängd mellan 28 och 38 cm (inklusive svansen). Underpälsen är brun och täckhåren är främst mörkbruna med glest fördelade ljusa hår. Vid fötterna finns skarpa klor. Svansen är mera rund.

## Utbredning och habitat
Som namnet antyder förekommer arten främst i den amerikanska delstaten Florida. Utbredningsområdet sträcker sig även lite till Georgia. Typiska habitat är träskområden som Everglades och Okefenokee. Floridavattenråttan förekommer i sötvatten och bräckt vatten. Utbredningsområdet är inte sammanhängande och ibland finns 80 km långa mellanrum.

## Levnadssätt
Individerna bygger kupolformiga bon av gräs och vass samt flytande flottar där de intar sin föda. Dessutom gräver de tunnlar i marken. Gamla individer lever vanligen ensamma, ibland förekommer mindre grupper där några ungdjur ingår. Floridavattenråttan är främst aktiv på natten och äter gräs, vass, rötter och andra vattenväxter.
Mindre bränder i marsklandet gynnar arten då den har problem med en alltför tät vegetation.
Honor kan para sig hela året men de flesta ungarna föds under hösten. Allmänt har honor 4 till 6 kullar per år med en till fyra ungar per kull. Dräktigheten varar upp till 29 dagar och ungarna blir könsmogna cirka 100 dagar efter födelsen.
Arten jagas av olika större kräldjur, fåglar och däggdjur.

## Systematik
En uppdelning i flera underarter eller arter blev föreslagen, bredvid nominatformen till exempel N. apalachicolae, N. exoristus, N. nigrescens och N. struix, men de godkändes inte av alla zoologer.

## Hot
Floridavattenråttan hotas av habitatförlust när träskmarker omvandlas till jordbruksmark. Det gäller främst isolerade populationer som är beroende av vattendrag som håller deras levnadsområde fuktigt. Hela beståndet betraktas som säkrat och arten listas av IUCN som livskraftig (least concern).